# مجستی (ترانه نیکی میناژ و لبرینت)
«مجستی» (انگلیسی: Majesty) ترانه‌ای ضبط‌ شده از رپ‌خوان آمریکایی نیکی میناژ و خواننده بریتانیایی لبرینت با همراهی رپ‌خوان آمریکایی امینم است. این ترانه برای چهارمین آلبوم استودیویی میناژ، ملکه (۲۰۱۸) ضبط شده‌است. این ترانه قرار بود در ۱۶ اکتبر ۲۰۱۸ ازطریق یانگ مانی انترتینمنت و کش مانی رکوردز به‌عنوان چهارمین تک‌آهنگ آلبوم به ایستگاه‌های رادیویی ارسال شود، اما در ۱۰ اوت به‌عنوان یک ترانه از آلبوم منتشر شد. از نظر تجاری، این ترانه در رتبه ۵۸ در ۱۰۰ آهنگ داغ بیلبورد ایالات‌متحده قرار گرفت و وارد نمودارهای استرالیا، کانادا و بریتانیا شد.